# Nils Eekhoff
Nils Eekhoff (ur. 23 stycznia 1998 w Rijsenhout) – holenderski kolarz szosowy.
Podczas Mistrzostw Świata w Kolarstwie Szosowym 2019, w wyścigu ze startu wspólnego kategorii wiekowej U23, dojechał na metę jako pierwszy, jednak około godziny po zakończeniu rywalizacji został zdyskwalifikowany i pozbawiony medalu za naruszenie przepisów w kwestii „holowania” przez samochody (125 kilometrów przed metą Eekhoff upadł, doznając zwichnięcia barku i uszkadzając rower, po czym, z pomocą „holującego” go samochodu, powrócił do peletonu).

## Osiągnięcia
Opracowano na podstawie:

2015
- 1. miejsce w klasyfikacji górskiej Ronde des Vallées

2016
- 2. miejsce w Paryż-Roubaix juniorów
- 1. miejsce w klasyfikacji punktowej Wyścigu Pokoju Juniorów
  - 1. miejsce na 4. etapie
- 2. miejsce w Ronde des Vallées
  - 1. miejsce na 2. etapie

2017
- 1. miejsce w Paryż-Roubaix U23

2018
- 1. miejsce w prologu Istarsko Proljeće
- 2. miejsce w mistrzostwach Holandii U23 (jazda indywidualna na czas)
- 3. miejsce w Paryż-Tours U23

2019
- 3. miejsce w Tour de Bretagne
  - 1. miejsce w klasyfikacji młodzieżowej
  - 1. miejsce na 7. etapie
- 1. miejsce w Ronde van Overijssel
- 1. miejsce w prologu Grand Prix Priessnitz spa
- 2. miejsce w mistrzostwach Holandii U23 (start wspólny)

2020
- 2. miejsce w Dwars door het Hageland
- 2. miejsce w mistrzostwach Holandii (start wspólny)

2021
- 1. miejsce w klasyfikacji młodzieżowej Boucles de la Mayenne

2023
- 3. miejsce w Tro Bro Leon
- 3. miejsce w ZLM Tour
  - 1. miejsce w prologu

## Rankingi
| Rok             | 2017 | 2018 | 2019 | 2020 | 2021 | 2022 | 2023 | 2024 |
| --------------- | ---- | ---- | ---- | ---- | ---- | ---- | ---- | ---- |
| World Ranking   | 996. | 954. | 350. | 120. | 498. | -    | 196. | 369. |
| UCI Europe Tour | 621. | 579. | 283. | 99.  | 402. | -    | -    | -    |
|                 |      |      |      |      |      |      |      |      |
| Źródło: UCI     |      |      |      |      |      |      |      |      |